# 辻・トロスト反応
辻・トロスト反応（つじトロストはんのう、英: Tsuji–Trost reaction）はπ-アリルパラジウムに対して求核試薬が付加する化学反応のことである。
1965年に辻二郎らによってはじめて報告された。その後1973年に、バリー・トロストらによってホスフィン配位子が導入され、また不斉反応化が行われるなどしたことから、二人の名を冠して呼ばれている。
0価のパラジウム錯体は二重結合に配位したのち、アリル位の炭素-ヘテロ原子結合に対して酸化的付加を行い、π-アリル錯体を形成する。
このπ-アリルパラジウムのアリル配位子は求電子性で、主にやわらかい炭素求核試薬の付加を受ける。
ハロゲン化アリルへの求核置換反応と等価であるが、条件がより温和であったり特徴的な立体選択性を持つ点で使い分けされる。
1965年に辻によって報告されたやり方では、π-アリルパラジウム錯体はマロン酸ジエチルのナトリウム塩と反応し、モノアルキルおよびジアルキル生成物の混合物を与える。
辻の研究は、求核剤としても水とオレフィン-パラジウムクロリド錯体の反応によるケトンの形成を1962年に報告したSchmidtによる以前の研究を基礎としている。
1973年にトロストによって報告された異なるアルケンを用いた場合のやり方では、トリフェニルホスフィンが反応の進行に必要である（辻の条件では反応は進行しない）。

## 反応条件
π-アリルパラジウムの前駆体となるアリル化合物は、ハロゲン化アリル、酢酸アリルエステル、炭酸アリルエステル、アリルフェニルエーテル、ビニルオキシランなどである。
直接求核置換反応を行うことが困難な酢酸や炭酸のアリルエステルが基質として使用できる点が特徴である。
特に炭酸アリルエステルはπ-アリルパラジウムを速やかに生成し、またその際に脱炭酸反応によってπ-アリルパラジウムと等モル量のアルコキシドを生成する。
このアルコキシドは炭素求核試薬からプロトンを引き抜く塩基として用いられる。
そのため炭酸アリルエステルの場合には塩基を添加することなく、中性に近い条件で反応を行うことが可能である。
一方、アリルアルコールは反応活性がほとんどない。
これを利用すると、ジオールの一方のみを選択的にエステル化することで反応点を制御することができる。
パラジウム錯体は反応溶媒に可溶な2価のパラジウム塩と過剰量のホスフィン配位子の組み合わせか、0価のパラジウムホスフィン錯体が用いられる。
前者の場合には系内でホスフィンによってパラジウム塩が還元されて0価のホスフィン錯体が生成し、これが触媒活性種となる。
ホスフィン配位子はトリフェニルホスフィンや二座配位型のdppeが使用される。
求核試薬はマロン酸エステルをはじめとする活性メチレン化合物が主に用いられる。
炭素求核試薬以外にアミンやアジ化物、カルボン酸が付加する例も知られている。

## 反応機構

辻・トロスト反応の機構

まず、0価のパラジウム錯体が二重結合に配位してアルケン錯体となり、続いてアリル位の活性な結合に対して酸化的付加を行いπ-アリル錯体を形成する。
ここでパラジウムは2価となる。
生成した錯体のアリル炭素に対し求核試薬が付加し、同時にそのアリル炭素とパラジウムの結合が切れてアルケン錯体になる。
これによりパラジウムは再び0価に戻る。
この0価のパラジウムはアルケンから脱離して、別のアリル化合物と再度反応できるので触媒サイクルが形成される。

## 選択性
パラジウムの酸化的付加はアリル位の炭素-ヘテロ原子結合に対して背面側から起こる。
すなわち、パラジウムの付加の際にアリル位の立体配置は反転する。
さらに求核試薬の付加はパラジウムが配位している側とは逆の側から起こる。
そのため付加に際してアリル位の立体は再度反転し、最初の立体配置が保持されることになる。
直接のSN2反応では立体反転が起こるため、この反応は立体選択性が相補的である。
また、付加を受けるアリル炭素の位置選択性は主に立体的なかさ高さによって決定される。
求核試薬は置換基の少ない炭素に付加する傾向が強い。
鎖状系のアリル化合物については二重結合の幾何配置は保持されるとは限らない。
これは σ-アリル錯体と π-アリル錯体の間に平衡が存在するため、もともと二重結合があった部分が単結合化して自由回転できる機会が存在するからである。

## 当量反応
二重結合のアリル位に炭素-ヘテロ原子結合がないようなオレフィンでもπ-アリルパラジウムは形成される。
この場合、二重結合とパラジウム間でπ錯体が形成された後、アリル位水素の引き抜きによってπ-アリルパラジウムが形成される。
アリル位水素を引き抜くためにはパラジウムは2価でなくてはならない。
一方、求核試薬との反応は上記と同様の機構で進行し、パラジウムは0価になってしまう。
そのため、この形式の反応はパラジウムを当量必要とする。
末端部の二重結合の官能基化や、α,β-不飽和ケトンのγ位への求核付加(一種の極性変換である)に使用される。